# 胱天蛋白酶13
胱天蛋白酶13（英语：Caspase 13）或ERICE（进化相关的白细胞介素1β转换酶）是在牛身上发现的一种蛋白质。该蛋白质属于胱天蛋白酶家族，可在C端天冬氨酸残基处裂解其底物。这种酶最初被报道为可被胱天蛋白酶8激活的人类胱天蛋白酶，但经后来的研究证实，当初所鉴定的胱天蛋白酶13基因来自牛，并且可能是人类胱天蛋白酶4的直系同源物。